# Calle de Serafín
La calle de Serafín es una vía pública de la ciudad española de Segovia.

## Descripción
La vía, de la que a comienzos del siglo XX se decía que era «calle estrecha sin importancia», discurre desde la plaza de la Rubia hasta la del Doctor Laguna. Aparece descrita en Las calles de Segovia (1918) de Mariano Sáez y Romero con las siguientes palabras:

Serafín.—Calle estrecha sin importancia, que tiene su entrada por la plazuela de la Rubia y sale a la del doctor Andrés Laguna. Se llama así por una cara de ángel que hay en la pared de una de las casas, a la altura del primer piso y nombre de Serafín, con que desde antiguo es conocido dicho relieve.
(Sáez y Romero, 1918, p. 182)